# Palazzo Nazionale (Repubblica Dominicana)
Il Palazzo Nazionale (Palacio Nacional in spagnolo) è un edificio a Santo Domingo, che ospita gli uffici del ramo esecutivo (presidenza e vicepresidenza) della Repubblica Dominicana.

## Storia
Progettato in uno stile neoclassico contenuto dall'architetto italiano Guido D'Alessandro per volere di Rafael Trujillo, la costruzione iniziò il 27 febbraio 1944 — Il centenario dell'indipendenza domenicana — e fu inaugurato il 16 agosto 1947. Occupando un'area di 18.000 metri quadrati e lussuosamente arredato, il Palazzo Nazionale è considerato uno degli edifici più belli costruiti nella Repubblica Dominicana.
L'edificio sorge sul terreno dell'ex palazzo presidenziale (Mansión Presidencial), costruito durante l'occupazione militare degli Stati Uniti del 1916-1924.

## Design
Mentre l'ufficio del presidente si trova all'interno del palazzo, il Palazzo Nazionale non è una residenza esecutiva in quanto il presidente non vive lì; non esiste una residenza esecutiva designata a Santo Domingo. L'edificio comprende tre piani. I servizi di costruzione sono situati a livello del suolo.
Il piano principale comprende il vestibolo cerimoniale, gli uffici presidenziali e vicepresidenti e la sala riunioni del Gabinetto. Il terzo piano ospita le sale di ricevimento principali: la Sala degli Ambasciatori, la Sala delle Cariatidi, la Sala Verde, la Sala di Mogano e gli alloggi privati del presidente.
La cupola, che poggia su un tamburo finestrato, è alta 34 metri e ha un diametro di 18 m. All'interno, 18 colonne sostengono la cupola. La maggior parte del marmo utilizzato in tutto l'edificio è domenicano ed è stato estratto dalle cave di Samaná e Caballero. Il complesso del Palazzo Nazionale comprende anche la Cappella "presidenziale" di San Rafael Arcángel, realizzata nello stesso stile architettonico del palazzo.

## Nella cultura di massa
Il palazzo e principalmente la Sala delle Cariatidi è stato utilizzato per la scena del Capodanno ne Il Padrino - Parte II nella quale Michael si confronta con Fredo circa il suo tradimento.